# ریخته‌گری ژلی
ریخته‌گری ژلی فرایندی برای تولید مواد سرامیکی و پلیمری است که در حوزه روش‌های حجم- ثابت برای فرآوری سرامیک‌ها دسته‌بندی می‌شود.
مجموعه ای از سیستم های ریخته گری ژلی با سمیت کم توسعه یافته است. معرف های استفاده شده در این سیستم ها سمیت حاد بسیار کمی دارند. عملکرد سیستم های جدید حداقل مانند عملکرد اصلی و در بعضی موارد بهتر از سیستم اصلی مبتنی بر آکریل آمید است.
این فرایند یک روش جدید برای ساخت سرامیک های متخلخل و متراکم و ساختار های فلزی از طریق پلیمریزاسیون است. در این روش در بدنه های خام همگنی مطلوبی حاصل می شود. شکل های ساده، پیچیده و مرکب مستقیما” توسط این روش ریخته گری می شوند. این روش شکل دهی دوغاب سرامیکی را از طریق پلیمریزاسیون مونومرها امکان پذیر می سازد.

## تاریخچه
فرایند ریخته‌گری ژلی اولین بار در گروه فراوری سرامیک در بخش فلزات و سرامیک در آزمایشگاه ملی اوک ریج (ORNL)، توسط Omatete و Janney طی دهه ۱۹۹۰ انجام شد. آزمایشگاه ملی اوک ریج یک مرکز علمی فدرال در ایالت تنسی آمریکا است. این مرکز یکی از ارکان پروژه منهتن بود. این مرکز با بودجه سالیانه مازاد بر ۱٫۶۵ میلیارد دلار در سال، یکی از پر سابقه‌ترین موسسات علمی در تاریخ کشور آمریکا محسوب می‌شود. این آزمایشگاه در حومه شهر ناکسویل قرار دارد و ۴۶۰۰ نفر در استخدام دارد.
فراوری تولید ریخته‌گری ژلی بر اساس تلفیق ایده‌هایی است که از سرامیک‌های سنتی و شیمی پلیمر نشات می‌گیرد و اصل کلی این است که مونومرها در برابر تشکیل پلیمرها واکنش نشان می‌دهند و یک شبکه سه بعدی ایجاد می‌کنند که ذرات معلق را به شکل دلخواه منجمد می‌کند.
ریخته‌گری ژلی یک روش فرآوری کلوئیدی کاملاً حجم-ثابت برای ساخت قطعات سرامیکی با کیفیت بالا و شکل پیچیده با استفاده از متبلور کردن درجا است که از طریق آن یک شبکه ماکرومولکولی ایجاد می‌شود تا ذرات سرامیک را کنار هم نگه دارد. ریخته‌گری ژلی فناوری نزدیک به شبکه است. در طول ریخته‌گری ژلی، شبکه ژل ماکرومولکولی ناشی از پلیمریزاسیون درجا از مونومرهای آلی است که به سوسپانسیون‌ها اضافه می‌شود تا ذرات سرامیک را کنار هم نگه دارد، و ذرات قوی ژل می‌تواند قدرت کافی برای تحمل وزن خود را ایجاد کند و بنابراین بدون اعوجاج شکل بکار برده شود.
سیستم‌های سنتی تر ریخته‌گری ژلی بدون عیب نیست، زیرا عموماً مبتنی بر آکریلامیدها هستند، که نوروتوکسین‌های قوی به‌شمار می‌آیند. در نتیجه، تلاش شده‌است تا از عوامل ژل کننده با خطر کم‌تر مانند موارد استفاده شده در صنعت مواد غذایی استفاده شود.
معیار طبقه‌بندی ریخته‌گری ژلی بر اساس ماهیت ژل، محیط آبی یا غیر آبی و سازوکار ژل ارائه شده‌است که می‌تواند منشأ شیمیایی یا حرارتی باشد. اولین سیستم ریخته‌گری ژلی بر اساس آکریل آمید به عنوان یک مونومر اصلی و ان- متیلن بیس آکریل آمید به عنوان یک اتصال دهنده عرضی مورد استفاده قرار گرفت. با پلیمریزاسیون درجا این پلیمر منجر به تشکیل ژلی سه بعدی می‌شود که ذرات سرامیکی را به دام می‌اندازد.
استفاده از آکریل آمید با توجه به سمیت آن به تدریج رو به کاهش است و پژوهش‌ها جهت یافتن ماده ای غیر سمی یا کم سمی برای انواع مواد سرامیکی جهت کاهش خطرات عملیاتی و آلودگی محیط زیست گزارش شده‌است. بنابراین بسیاری از مونومرهای مصنوعی، همچنین بسیاری از بیوپلیمرها و پلیمرهای طبیعی شامل پروتئین‌های حلقوی مانند آلبومین، آلبومن (به عنوان مثال سفیده تخم مرغ)، آگار و آگاروز، ژلاتین، کاراگینان، کیتوزان و آلژینات سدیم پیشنهاد شده و مورد آزمایش قرار گرفته‌اند.
آلژینات نوعی پلی ساکارید ژل دار است. آلژینات می‌تواند در آب در دمای اتاق حل شود و تحت ژلاسیون شیمیایی قرار گیرد و یک شبکه سه بعدی (3D) در حضور کاتیون‌های چند ظرفیتی (به عنوان مثال کلسیم) در اثر افزایش دما پس از ریخته‌گری ایجاد کند. در دمای اتاق حلالیت کم و در دمای بالاتر از ۶۰ درجه سانتیگراد حلالیت زیادی دارد؛ بنابراین می‌توان فرآیند ریخته‌گری ژلی را از طریق میزان گرمایش و دمای نهایی کنترل کرد.
ژلاتین یک پلیمر پروتئینی است که از آمینواسیدهای مختلفی تشکیل شده‌است و می‌تواند به سرعت در دمای نسبتاً کم (حدود ۴۰ درجه سانتیگراد) حل شود و در ۱۵–۲۰ درجه سانتی گراد ژل شود. یک فرایند ژلاسیون با استفاده از ژلاتین و کاتالیز آنزیم برای تشکیل یک بدنه خام سرامیکی توسعه داده شده‌است. اوره می‌تواند از ایجاد پیوند هیدروژنی بین ملکول‌های ژلاتین هنگامی که محلول ژلاتین داغ سرد می‌شود جلوگیری می‌کند. این فرایند می‌تواند از افزایش ویسکوزیته قبل از ریخته‌گری جلوگیری کند؛ همچنین فرایند برای دستیابی به ریزساختارهای همگن در بدنه خام به راحتی کنترل می‌شود.
کاراگینان‌ها پلی ساکاریدهای غیرآگاروئیدی با استحکام ژل بالا هستند و هزینه آن حداقل یک مرتبه از اندازه کمتر از آگارز است

## روش ریخته‌گری ژلی

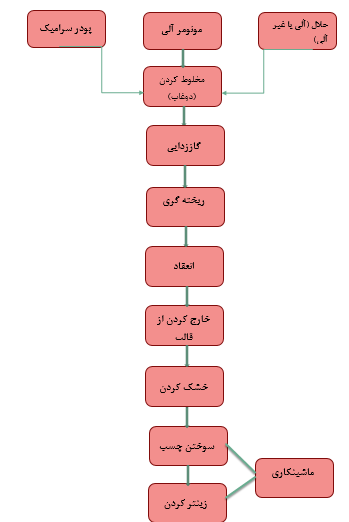
مراحل ژل کست

مسیر معمول فرآوری ریخته‌گری ژلی آماده‌سازی سوسپانسیون‌هایی با بار جامد بالا و ویسکوزیته کم و سپس جامد کردن سوسپانسیون با ریخته‌گری در قالب عاری از تخلخل است. بدنه‌های خام تهیه شده با فرایند ریخته‌گری ژلی دارای ریزساختار یکسان مانند سوسپانسیون‌های پیش ساز هستند، به طوری که همگنی ساختار و قابلیت اطمینان سرامیک‌ها بهبود می‌یابد. طبق تصویر روبرو در حین ریخته‌گری ژلی، پودرهای سرامیکی در یک محلول آبی پراکنده می‌شوند که حاوی یک مونومر، اتصال دهنده عرضی، آغازگر رادیکال‌های آزاد و کاتالیزور است و یک دوغاب سیال و قابل ریخته‌گری تشکیل می‌دهد. دوغاب در قالب مناسب طراحی شده ریخته و پلیمریزاسیون درجا می‌شود تا ژل آب-پلیمری ایجاد شود که ذرات پودر سرامیک پراکنده را در شکل حفره قالب بی حرکت می‌کند. قسمت ژل شده در حالی که هنوز مرطوب است از قالب خارج می‌شود و سپس قسمت ژل مرطوب در شرایط کنترل شده به صورت بدنه خام خشک می‌شود. بدنه خام خشک شده به اندازه کافی قوی است که باید ماشین کاری شود. حذف چسب و زینتر کردن مانند سایر فرایندهای سرامیکی صورت می‌گیرد

## کاربرد ریخته‌گری ژلی
۱- تهیه سرامیک‌های متخلخل: اهمیت مواد متخلخل سرامیکی بطور مداوم در حال افزایش است، زیرا انواع کاربردهای جالب توجه مانند فیلتراسیون فلزات مذاب، عایق حرارتی در دمای بالا، پایه واکنشهای کاتالیزوری، فیلتراسیون دارای ذرات ریز از گازهای خروجی موتور دیزل و گازهای خورنده داغ در انواع مختلف فرآیندهای صنعتی و داربست برای جایگزینی استخوان را دارا می‌باشد
۱–۱- ساخت سرامیک متخلخل از کف‌های تثبیت شده ذرات: فوم‌های سرامیکی مواد نوآورانه ای با ویژگی‌هایی مانند سطح ویژه بالا، مقاومت ویژه بالا، هدایت حرارتی کم، مقاومت در برابر شوک حرارتی بالا و غیره هستند. آنها در بسیاری از زمینه‌های کاربردهای مهندسی، از جمله فیلتراسیون گازهای با درجه حرارت بالا، فیلتراسیون فلزات مذاب و دستگاه‌های پزشکی، بیشتر و بیشتر مفید می‌شوند. با استفاده از تکنیک‌های فوم سازی مستقیم، تولید سرامیک‌های متخلخل، به ویژه آنهایی که دارای تخلخل بالا و مقاومت ویژه بالایی هستند، آسان است.
۱–۲- ساخت سرامیک‌های متخلخل با منافذ کوچک: روش کف سازی و روش اسفنجی می‌تواند سرامیک‌هایی با تخلخل زیاد و منافذ بزرگ حتی تا چند صد میکرومتر تهیه کند. در حین ساخت سرامیک متخلخل با افزودن یک مرحله فداشونده که اندازه منافذ به قطر فاز فداشونده بستگی دارد، تخلخل معمولاً کمتر از ۵۰٪ است و توزیع منافذ در بدنه سرامیک همگن نیست.
سرامیک‌های متخلخل با منافذ کوچکتر مقاومت خمشی بهتری نسبت به سرامیک‌های دارای منافذ بزرگتر در یک تخلخل معادل نشان می‌دهند.
۲- ساخت سرامیک با اشکال پیچیده
۳- ساخت سرامیک‌های متراکم

## مزایای ریخته‌گری ژلی
ریخته‌گری ژلی بسیاری از محدودیت‌های مرتبط با روش‌های شکل‌گیری، مانند قالب‌گیری تزریقی (به عنوان مثال، زمان طولانی از بین بردن چسب و/ یا تولید عیب در هنگام حرارت زدایی چسب) و ریخته‌گری لغزشی (به عنوان مثال، نرخ ریخته‌گری کند، مقاومت ناکافی برای ماشینکاری خام) را دارا نمی‌باشد. ارائه زمان کوتاه شکل‌دادن برای ساخت اشکال پیچیده، بازده بالا، ظرفیت خام بالا و ماشینکاری کم هزینه از مزایای آن نسبت به روش‌های دیگر شکل دهی است.
برخی از مزایای ریخته‌گری ژلی به شرح ذیل است:
- تطبیق پذیری
- توانایی تولید قطعات پیچیده
- سهولت اجرا
- استحکام خام بالا
- مقدار ماده آلی کم و حذف چسب آسان
- خواص ماده کاملاً همگن